# Klifsborg
Klifsborg är ett berg i republiken Island. Det ligger i regionen Västlandet, 80 km norr om huvudstaden Reykjavík. Toppen på Klifsborg är 566 meter över havet.
Trakten runt Klifsborg är nära nog obefolkad, med mindre än två invånare per kvadratkilometer. Det finns inga samhällen i närheten. Trakten runt Klifsborg består i huvudsak av gräsmarker.